# Michael Strauven
Michael Strauven (* 1940 in Berlin) ist ein deutscher Film- und Fernsehregisseur und Autor.

## Leben
Strauven realisierte zahlreiche Schauspieler-Porträts, Dokumentationen, Features und Filmanalysen im Auftrag der ARD. Er trat auch als Moderator auf, so im ARD-Sonntagsmagazin und in den filmkritischen Sendereihen Schaukasten, Kinowerkstatt und Berlinale-Studio. Für seine im Rahmen der ARD-Sendereihe Legenden gedrehte Folge über Romy Schneider erhielt er den Deutschen Kritikerpreis 1998 in der Kategorie Fernsehen. Strauvens Kinodokumentation Als die Liebe laufen lernte (1998) über die sexuellen Aufklärungsfilme der 1960er und 70er Jahre erreichte ein großes Publikum. Im Jahr 2012 veröffentlichte Strauven eine Biographie des Schauspielers Gert Fröbe.

## Filmografie (Auswahl)
- 1961: Berliner Bilderbogen (Fernsehserie)
- 1966: Filmstil und Filmtechnik I-IV (mit Ulrich Gregor)
- 1969: Film im III: Reich 1-13 (mit Gerhard Schoenberner)
- 1982: Was mir Angst macht, setzt mich in Gang (Porträt R.W. Fassbinder)
- 1987: Berlin im Film (2 Folgen)
- 1988: Als die Liebe laufen lernte. Die Aufklärungsrolle (Kinofilm 90 min.)
- 1994: Barfuß oder Lackschuh – Harald Juhnke 65
- 1995: Wie Harald Juhnke den Trinker spielt (Making off)
- 1996: Herzensbrecher wider Willen – Johannes Heesters
- 1998: Legenden. Romy Schneider (Fernsehserie)
- 1998: Legenden. Marlene Dietrich
- 1998: Ein Leben für die Traumfabrik – Artur Brauner
- 2000: Legenden. Elizabeth Taylor
- 2002: Solo für einen Moralisten – Dieter Hildebrandt 75
- 2003: Lieben Sie Wagner? – Ein Sommer in Bayreuth
- 2003: Legenden. Ingrid Bergman
- 2005: Legenden. Audrey Hepburn
- 2005: Mensch Einstein (Porträt Albert Einstein – 90 min.)
- 2007: Legenden. Marlon Brando
- 2007: Hitlers nützliche Idole – Heinz Rühmann
- 2009: Legenden. Alfred Hitchcock
- 2010: Roter Teppich – Goldener Bär (60 Jahre Berlinale)
- 2010: Legenden. Gert Fröbe
- 2011: Legenden. Claudia Cardinale
- 2012: Legenden. Caterina Valente
- 2013: Die Wagners und Bayreuth

## Werke
- Jedermanns Lieblingsschurke. Gert Fröbe. Eine Biographie. Rotbuch, Berlin 2012, ISBN 978-3-86789-165-3.